# Дейв Фортьє
Девід Едвард Фортьє (англ. David Edward Fortier, нар. 17 червня 1951, Садбері) — канадський хокеїст, що грав на позиції захисника.

## Ігрова кар'єра
Професійну хокейну кар'єру розпочав 1971 року.
1971 року був обраний на драфті НХЛ під 23-м загальним номером командою «Торонто Мейпл-Ліфс».
Протягом професійної клубної ігрової кар'єри, що тривала 9 років, захищав кольори команд «Торонто Мейпл-Ліфс», «Нью-Йорк Айлендерс», «Ванкувер Канакс» та «Індіанаполіс Рейсерс».
Загалом провів 225 матчів у НХЛ, включаючи 20 ігор плей-оф Кубка Стенлі.